# Wilhelm Marr

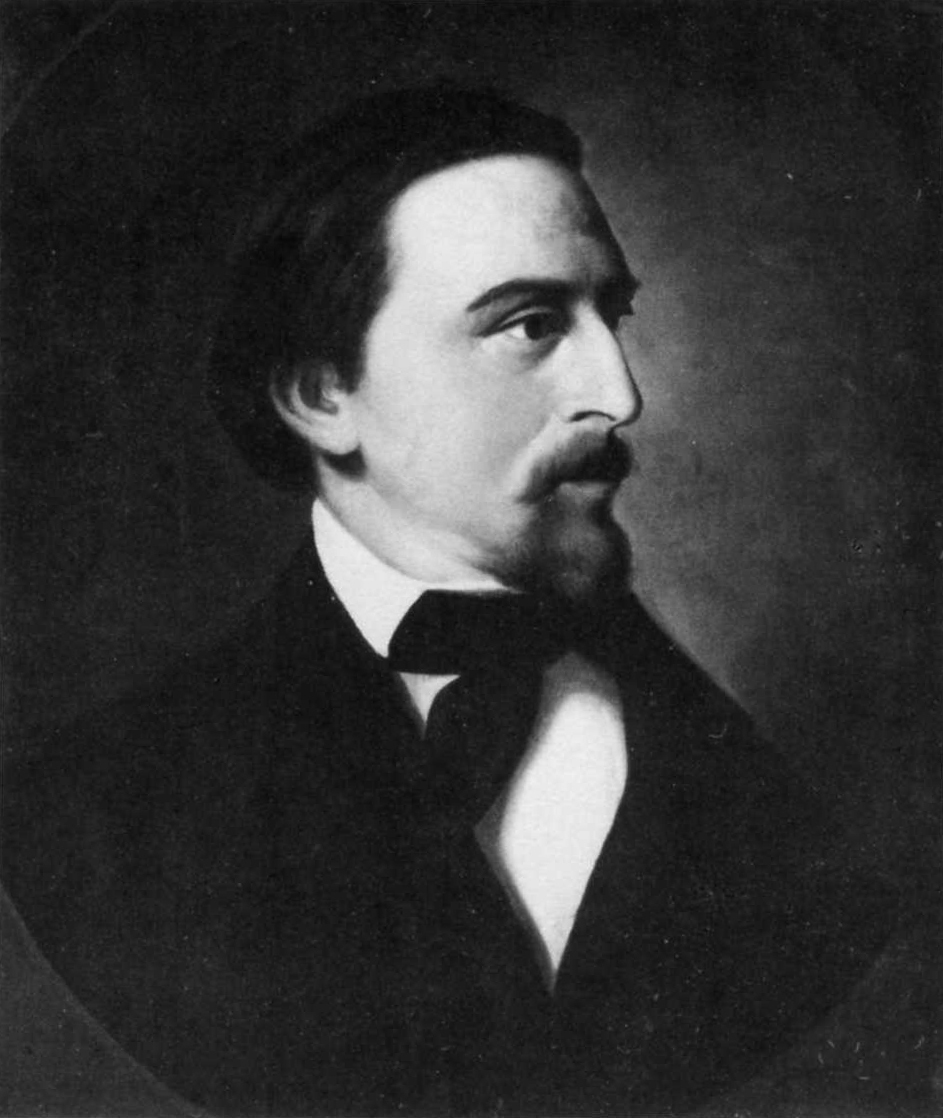
Wilhelm Marr

Friedrich Wilhelm Adolph Marr, född 16 november 1819 i Magdeburg, död 17 juli 1904 i Hamburg, var en tysk journalist och den förste som inom tyskspråkigt område propagerade för anarkism. Han myntade ordet antisemitism och grundade ett antisemitiskt sällskap: die Antisemitenliga. 

## Radikal publicist
Marr var radikal publicist från Hamburg. Som ung var han ateist och hegelian, och han beundrade filosofen Ludwig Feuerbach. När Bruno Bauer fick sin i Schweiz utgivna ateistiska bok Das entdeckte Christentum förbjuden av myndigheterna gav Marr 1843 ut valda delar under titeln Das entdeckte und das unentdeckte in Zürich und ein Traum. År 1846 publicerade han sin andra bok i socialistisk anda, Das junge Deutschland in der Schweiz.

## Utanför Tyskland
Efter den misslyckade revolutionen 1848 lämnade han Tyskland och levde sju år i Centralamerika. Han var gift tre gånger, varav två gånger med judinnor, något som kan ha betydelse i sammanhanget. Som en föga framgångsrik affärsman återvände han på 1850-talet till Hamburg. Han övergav aldrig sin socialistiska övertygelse men hade nu helt ändrat sin liberala inställning i rasfrågor, bland annat försvarade han slaveriet. Det framgår av Reise nach Centralamerika (1863) att konfrontationen med verkligheten i ett etniskt blandat samhälle skakade honom och förändrade hans tidigare idealistiska inställning. År 1862 utgav han Judenspiegel och 1879 Vom jüdischen Kriegsschauplatz. Han skickade sina skrifter även till Richard Wagner.

## Rasistisk antisemit

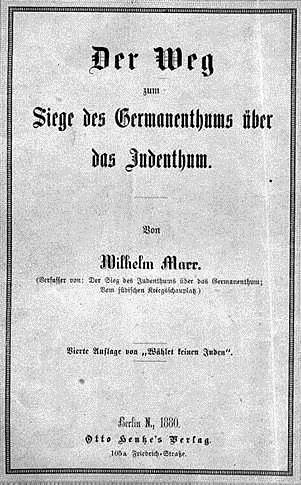
Omslag till Der Weg zum Siege des Germanenthums über das Judenthum

Bland de hundratals tyskskpråkiga antisemitiska publikationer som kom ut i slutet av 1800-talet skulle Marrs obetydliga skrift Der Sieg des Judentum über das Germanentum (sv. övers. 1921) ha varit lika glömd som de flesta andra om det inte var för en sak: Marr präglade termen antisemitism i betydelsen avståndstagande från och aktiv kamp mot judendomen. Hans bok som kom ut i Bern 1879 fick snabbt en stor publik och kom ut i ett tiotal upplagor. 
Marr var inte ensam i sin uttalade raspessimism. Nästan samtidigt med hans bok kom Eugen Dührings och Ahlwardts kampskrifter ut i vilka man förutspådde kamp på liv och död med judarna och eventuellt germanernas undergång. Trots den sedvanliga jargongen var hans antisemitism i första hand socialt motiverad, han ansåg att judefrågan var ett socialpolitiskt problem och uppmanade det utsugna folket att bekämpa den judiska kapitalismen, den gyllene internationalen.